# Cosmophyga privataria
Cosmophyga privataria là một loài bướm đêm trong họ Geometridae.